# Hay Day
Hay Day è un videogioco di genere farming pubblicato da Supercell il 21 giugno del 2012 per iOS e il 20 novembre 2013 per Android. Nel marzo 2022 la Supercell annuncia che con i prossimi aggiornamenti il gioco verrà rimosso dalla Russia e dalla Bielorussia.
Lo scopo di questo gioco consiste nel creare una propria fattoria e infine vendere i propri prodotti agli altri giocatori. Sebbene Hay Day sia un gioco gratuito, è possibile acquistare diamanti con soldi reali. Hay Day ha raggiunto una grande popolarità su Android, superando i 100 000 000 download.
Secondo un rapporto del 2013, Hay Day e Clash of Clans, altro videogioco della Supercell, hanno fatto guadagnare all'azienda finlandese oltre 30 milioni di dollari al mese. Nel 2013 Hay Day è arrivato in 4ª posizione fra i videogiochi da cui si è ricavato un profitto più alto.
Il 26 marzo 2020 viene pubblicato un sequel in versione beta chiamato Hay Day Pop per iOS e per Android ma solo in alcuni paesi. Tuttavia il 30 novembre viene comunicato che il gioco sarebbe stato rimosso dagli store e che il suo sviluppo sarebbe stato interrotto. Inoltre è stato riferito che i server del nuovo gioco sono stati chiusi il 1º febbraio 2021.

## Trama e caratteristiche
Lo zio del protagonista, nonché del giocatore, non è più in grado di prendersi cura della sua fattoria e propone al nipote di farlo al posto suo. All'inizio del gioco, uno spaventapasseri di nome Sig.Wicker insegna al giocatore come raccogliere il grano.
Con la vendita del raccolto, il giocatore guadagna delle monete da utilizzare per comprare edifici di produzione, decorazioni e ottiene punti esperienza (XP) per salire di livello. I giocatori formano dei "vicinati", i cui membri si possono aiutare l'un l'altro in caso di bisogno e utilizzare una funzione di chat.
Introdotto successivamente è il "derby dei vicinati", evento settimanale nel quale i componenti svolgono missioni per alzare il punteggio del proprio vicinato, in competizione per un podio con un numero di altri casuali.

## Accoglienza
| Testata                            | Versione | Giudizio |
| ---------------------------------- | -------- | -------- |
| GameRankings (media al 09-12-2019) | iOS      | 70.0%    |
| Gamezebo                           | iOS      | 4/5      |
| Pocket Gamer                       | Tutte    | 3.5/5    |

Gamezebo assegna una valutazione di 4 su 5, annotando in particolar modo una somiglianza con FarmVille e lodandone la grafica. Pocket Gamer invece le assegna una medaglia di bronzo, (equivalente ad un punteggio di 3.5 su 5).